# Bakeneko

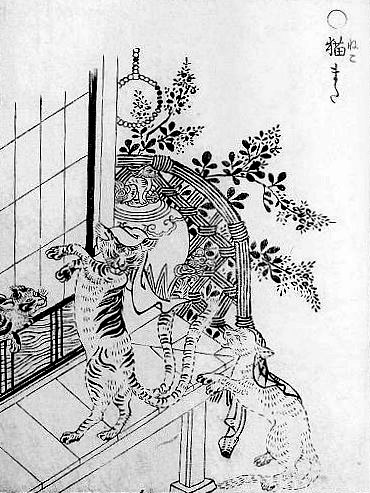
Nekomata ilustrado por Toriyama Sekien.

Un bakeneko (化け猫), literalmente gato monstruo, es un gato de habilidades sobrenaturales perteneciente al folklore japonés.

## Folclore
Según el folclore, un gato doméstico puede convertirse en un bakeneko si ha vivido 100 años, si ha adquirido un kan (3.75 kilogramos) de peso o si se le permite tener una cola larga. Un gato también podía ser considerado un bakeneko si se le veía tomando aceite de una lámpara (algo demasiado común porque el aceite de las lámparas de la época era originalmente aceite de pescado). Aquello producía sombras de un gato enorme, causando temor e ideas fantásticas en la mente de los hombres. Más tarde el bakeneko sería representado como un espectro que bajo la inocente forma de un gato, al cumplir los cien años y habiendo dejarle crecer la cola (la misma podía luego dividirse de tres hasta siete veces, mientras más colas tuviera mayor era su poder. Debido a esto se suele confundir al bakeneko con el nekomata) se devoraba a los humanos para robarles su identidad llegando incluso a adoptar la figura exacta de un humano.  
A causa de esto, a muchos gatos en el antiguo Japón, se les cortaba la cola. Y si vivían más de trece años eran abandonados por sus dueños, temerosos de que se convirtiera en un bakeneko o en nekomata. También se los asociaban con las cortesanas (a los hombres les excitaba la idea de que podían haberse acostado con una mujer gato). Así, para exponer su verdadera naturaleza solían llevar a las cortesanas cabezas de pescados y mariscos. 
Asimismo, existe otra variante del bakeneko que es el gotokoneko.	
Debido a que la cola de un gato debe ser cortada para que no se convierta en un símbolo sexual, se asocia a esta superstición con la crianza de gatos bobtail japonés, una raza de gatos originaria del Sureste Asiático que se distingue por tener cola corta, parecida a la de un conejo.

## Historia
En el año de 1602, se decretó en Japón que nadie podía poseer, vender o comprar un gato, todos debían ser puestos en libertad para que la población de ratas no afectara la industria del arroz y la seda, haciendo al bobtail japonés el gato callejero icónico de Japón. Después de este decreto comenzaron a surgir leyendas acerca de esos grupos de gatos con cola corta en las calles.
Debido a que los gatos son fuertemente asociados a la muerte y la frialdad, se cree esto contribuyó al surgimiento de estas historias.

## Habilidades
Un bakeneko puede alcanzar grandes tamaños y sus habilidades son varias: puede hablar, caminar erguido, volar, cambiar su aspecto o forma e, incluso, resucitar a los muertos.
Un bakeneko suele devorar y buscar presas humanas, según algunas leyendas, un bakeneko devoraba a las personas para transformarse en ellas y robar su identidad.
Un bakeneko tiene la habilidad de controlar a los cadáveres como marionetas.

## Leyendas
Una popular leyenda de Japón habla acerca de un hombre llamado Takasu Genbei, cuyo gato había desaparecido, justo cuando la personalidad de su madre había cambiado radicalmente. La mujer se portaba rara, detestaba la compañía y tomaba sus alimentos en su habitación. Cuando su familia quiso averiguar lo que sucedía, vieron a una criatura felina en las ropas de la mujer. La mujer desaparece y el gato que estaba desaparecido vuelve. Takasu, aún escéptico, rompe las tablas tatami de la habitación de su madre, sólo para encontrar que los huesos de la mujer se encontraban ahí.
Existen otras leyendas que hablan de bakenekos benévolos, una de las más populares habla acerca de una pareja que incapaz de tener hijos, posee un gato y lo tratan como si fuera su hijo. Un día una mujer se aparece en la puerta de la pareja, confesándoles que ella era el gato que habían adoptado y que algún día pagaría su bondad, trayéndole a la pareja fortuna, o en otras versiones, una hija.